# 기체 신호전달 분자
기체 신호전달 분자(氣體信號傳達分子, 영어: gaseous signaling molecule)는 생명체에서 신경 세포간 신경전달물질로서 기체 상태로 신호전달 및 작용기전을 갖도록 생성된 일산화 질소(NO), 일산화 탄소(CO), 황화 수소(H2S)등을 가리킨다.

## 일산화질소 생합성 효소
일산화질소 생합성 효소(NOS)라고 부르는 이 효소는 신체가 일산화질소를 이용할 수 있도록 기능한다.

## 같이 보기
- 호르몬
- 기체전달물질

## 참고 문헌
- 이코노미21-[테크놀로지 세포 사이 누비는 신비의 기체]
- DGIST -세포 신호 전달자, '일산화질소'의 조절법을 발견하다